# Neus Asensi
Neus Asensi, nom complet Maria Neus Asensio Liñán (Barcelona, 4 d'agost de 1965) és una actriu catalana.
Va estudiar dansa clàssica cinc anys i dansa-jazz amb Janick Niort. Va fer un curs d'interpretació al centre "La Casona" i un curs d'ortofonia.
Va obtenir el seu primer paper en el cinema l'any 1986, amb Ventura Pons a La rossa de bar. En la d'ecada dels anys noranta actua com a actriu secundària en diversos films, com Supernova, Suspiros de España (y Portugal), Brujas o la sèrie televisiva Todos los hombres sois iguales. El 1998 intervingué en la pel·lícula Torrente: El brazo tonto de la ley, que va disparar la seva popularitat en el cinema nacional. En els anys següents continua fent cinema i a més, sèries de televisió com ara Ana y los siete o, sobretot, Los hombres de Paco.

## Filmografia

### Cinema
- La rossa del bar (1986), de Ventura Pons
- Gaudí (1989), de Manuel Huerga
- La huella del crimen 2: El crimen de Don Benito (1990), d'Antonio Drove
- Jet Marbella Set (1991), de Mariano Ozores
- Chechu y familia (1992), d'Álvaro Sáenz de Heredia
- Supernova (1993), de (Juan Miñón
- Una chica entre un millón (1994), d'Álvaro Sáenz de Heredia
- Cautivos de la sombra (1994), de Javier Elorrieta
- Hermana, pero ¿qué has hecho? (1995), de Pedro Masó
- Suspiros de España (y Portugal) (1995), de José Luis García Sánchez
- Tabarka (1996), de Domingo Rodes
- La sal de la vida (1996), d'Eugenio Martín
- Brujas (1996), d'Álvaro Fernández Armero
- La herida luminosa (1997), de José Luis Garci
- Siempre hay un camino a la derecha (1997), de José Luis García Sánchez
- Torrente: El brazo tonto de la ley (1997), de Santiago Segura
- La niña de tus ojos (1998), de Fernando Trueba
- El corazón del Guerrero (1999), de Daniel Monzón
- Adiós con el corazón (2000), de José Luis García Sánchez
- Corazón de bombón (2001), d'Álvaro Sáenz de Heredia
- Misión en Marbella (2001), de Santiago Segura
- El paraíso ya no es lo que era (2001), de Francesc Betriu
- Arachnid (2000), de Jack Sholder
- Marujas Asesinas (2001), de Javier Rebollo
- El forastero (2002), de Federico García Hurtado
- Esta noche no (2002), d'Álvaro Sáenz de Heredia
- El robo más grande jamás contado (2002), de Daniel Monzón
- Tempus fugit (2003), d'Enric Folch
- El oro de Moscú (2003), de Jesús Bonilla
- Escuela de seducción (2004), de Javier Balaguer
- Los muertos van deprisa (2006), d'Ángel de la Cruz
- Locos por el sexo (2006), de Javier Rebollo
- Bienvenido a casa (2006), de David Trueba
- Freedomless (2007), de Xoel Pamos & Mike Jacoby
- Cos a la carta (2007) d'Alicia Puig (TV)
- Tú eliges (2008) d'Antonia San Juan.
- Torrente 5: Operación Eurovegas (2014) de Santiago Segura.
- Química i prou (2015) d'Alfonso Albacete.
- La reina de España (2016)

### Curtmetratges
- Burlanga (1992), de César Martínez Herrada
- Pásala! (1994), de Júlio César Fernández
- El buga y la tortuga (1995), de Daniel F. Amselem
- ¿Seremos como somos? (1996), de Sergio Catá
- Amarantado (2000), de Lino Escalera
- Desayunar, comer, cenar, dormir (2003), de Lino Escalera

## Televisió
- Eva y Adán, agencia matrimonial (1990) TVE (minisèrie)
- Los jinetes del alba (1990) TVE
- Unisex (1993) Canal Sur
- Habitación 503 (1993) TVE
- Ay, Señor, Señor (1994) Antena 3
- Oh! Espanya (1996) TV3
- La banda de Pérez (1997) Telecinco
- Entre naranjos (1998) TVE (minisèrie)
- Todos los hombres sois iguales (1997-1998) Telecinco
- Ellas son así (1999) Telecinco
- Paraíso (2003) TVE
- Ana y los Siete (2004-2005) TVE
- Los hombres de Paco (2005-2007) Antena 3